# Cul-de-sac

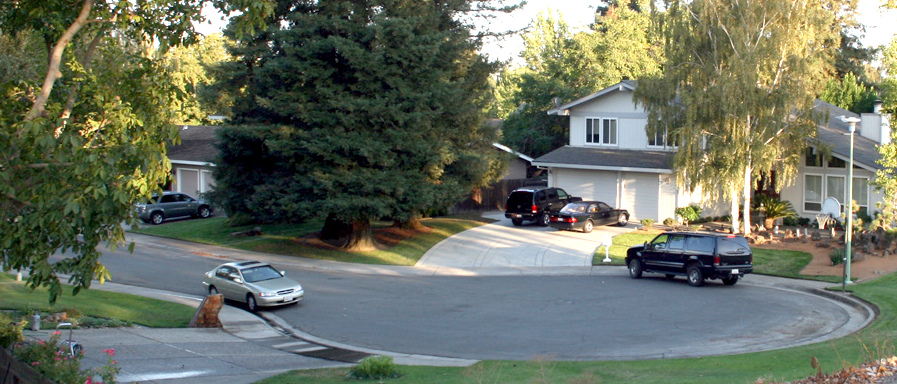
Uma cul-de-sac em um subúrbio de Sacramento, Califórnia

Cul-de-sac, cudesaque ou cudessaque é uma expressão de origem francesa e de outras línguas românicas, tais como normando, occitano, catalão, etc, que se traduzida literalmente, significaria fundo de saco. É característica dos subúrbios anglófonos.
O termo também é utilizado com a função de designar "becos-sem-saída" e "ruas sem saída".
Esse termo também é bastante utilizado por arquitetos e projetistas.
A tradução mais adequada para o português é "balão de retorno", uma vez que é neste espaço ampliado que terminam as ruas sem saída, constituindo solução adequada para automóveis retornarem ao sentido oposto à sua direção. Permitem que haja a mínima interferência possível do tráfego sobre as residências.